# Розпусник (фільм, 2004)
«Розпусник» (англ. The Libertine) — англо-австралійська біографічна драма 2004 року.

## Сюжет
Джон Вілмот — поет,  політик, плейбой, бісексуал та фаворит короля Карла II. Через нерозсудливу поведінку Джон постійно ризикував опинитися за ґратами. Після того, як він все ж побував у в'язниці, Вілмот приходить в театр, де публіка освистує молоду акторку Елізабету Баррі. Користуючись своїм впливом, Джон домовляється про те, щоб дівчину залишили в театрі. Елізабета сподобалася йому, але на відміну від більшості знайомих, вона не поспішає стрибати до Вілмота в ліжко. Джон починає давати Елізабеті уроки акторської майстерності. У цей час до нього звертається Карл II з проханням поставити спектакль на славу королю.

## У ролях
| Актор           | Роль                            |
| --------------- | ------------------------------- |
| Джонні Депп     | Джон Вілморт, 2-й граф Рочестер |
| Джон Малкович   | Карл II                         |
| Саманта Мортон  | Елізабета Баррі                 |
| Розамунд Пайк   | Елізабета Мале                  |
| Руперт Френд    | Доунс                           |
| Пол Ріттер      | Чіффінч                         |
| Том Голландер   | Етрідж                          |
| Джек Девенпорт  | Гарріс                          |
| Келлі Райллі    | Джейн                           |
| Клер Гіггінс    | Моллі Лускомб                   |
| Стенлі Таунсенд | Кіоун                           |
| Франческа Анніс | графиня                         |
| Джонні Вегас    | Секвілл                         |
| Річард Койл     | Елкок                           |
| Том Берк        | Вон                             |
| Г'ю Сакс        | Ретклифф                        |
| Труді Джексон   | Роуз                            |
| Фредді Джонс    | Беттертон                       |

## Цікаві факти
- Сценарій до фільму написаний Стівеном Джефрізом на основі його власної п'єси, яка йде на сцені лондонського театру «Royal Court».
- Роль Рочестера на театральній сцені з успіхом виконує Джон Малкович, який у фільмі виконує роль короля Карла II.
- В останні роки життя Рочестер змінив віру (став пуританином) і написав кілька витончених епіграм на Карла II і жартівливу епітафію.
- Костюми для фільму виготовив постійний костюмер Пітера Грінуея.
- Зйомки фільму проходили на острові Мен.
- Зйомки фільму зайняли всього 45 днів.
- Майже весь фільм був знятий ручною камерою. Із значних епізодів лише дві панорами інтер'єру театру були навмисне зняті фіксованою камерою.